# 北海道道917号岩見沢桂沢線
北海道道917号岩見沢桂沢線（ほっかいどうどう917ごう いわみざわかつらざわせん）は、北海道三笠市と岩見沢市を結ぶ一般道道（北海道道）である。

## 概要
三笠市内において北海道道116号岩見沢三笠線を補完する形で道道岩見沢三笠線の南側を東西に結んでおり、三笠市民の重要な生活道路であるとともに道道岩見沢三笠線の裏道ともなっている。本町地区（クロフォード公園裏側）には北海道道1129号三笠栗沢線との共用部にクランクがあり、道に迷いやすい。
唐松市街地は商店街の道幅が大型車のすれ違いが困難なほど狭いことから道路拡幅工事が行われたが、工事完成時には大半の商店がその土地を後にし、数軒のみ点在して残るだけとなった。
岩見沢市においては日の出地区の生活道路としての位置付けになっている。国道12号との交点に三笠方面への標識は無い。

### 路線データ
- 起点：北海道岩見沢市5条東14丁目（国道12号交点）
- 終点：北海道三笠市弥生藤枝町（北海道道116号岩見沢三笠線交点）
- 路線延長：23.0 km

## 歴史
1976年（昭和51年）8月31日 - 路線認定。

## 路線状況

### 重複区間
三笠市
- 北海道道1129号三笠栗沢線 - 本町

## 地理
市来知川や幌内川等と交差する。

### 通過する自治体
- 空知総合振興局
  - 岩見沢市
  - 三笠市

### 交差する道路
岩見沢市
- 国道12号 - 5条東14丁目（起点）

三笠市
- 北海道道30号三笠栗山線 - 萱野
- 北海道道1129号三笠栗沢線 - 本町（重複）
- 北海道道116号岩見沢三笠線 - 弥生藤枝町（終点）

### 沿線にある施設など
岩見沢市
- 北海道開発局・岩見沢地方合同庁舎 - 日の出北2丁目1-5
- 岩見沢消防署東出張所 - 5条東15丁目40
- 岩見沢日の出郵便局 - 5条東15丁目43
- 空知信用金庫日の出支店 - 日の出北4丁目2-17
- 陸上自衛隊岩見沢駐屯地 - 日の出台4丁目313
- 浄安殿（岩見沢火葬場） - 東町1273-6

三笠市
- 市来知川
- 三笠市立萱野中学校 - 萱野192
- 三笠神社 - 萱野
- 岩盤浴明日檜（あすなろ）
- 旧三笠市立大里保育所
- がんばり村ファーム
- 富田農園
- 日本道路空知出張所 - 美和181
- 伊藤くだもの園
- 伊佐屋ギャラリー
- クロフォード公園（旧三笠駅＝幌内太駅） - 本町971-1
- クノール
- 中央食鶏
- 旧北炭幌内炭鉱立坑
- 三笠市立新幌内小学校
- 唐松郵便局＝唐松栄町1丁目180-1
- 岩見沢警察署唐松駐在所 - 唐松栄町1丁目180-1
- 丸安商店
- 読売新聞唐松専売所 - 唐松町2丁目246
- 松緑神道大和山唐松支部
- 旧空知信用金庫唐松支店
- 旧JR北海道 幌内線 唐松駅 - 唐松町1丁目
- 旧唐松炭砿
- 三笠市消防署旧唐松出張所